# De Bijenkorf
De Bijenkorf (niederländisch, übersetzt „der Bienenkorb“) ist eine Kette gehobener Warenhäuser in den Niederlanden. Von September 2019 bis Februar 2023  hatte die Kette einen Online-Shop für den deutschen Markt. Das Flaggschiff der Department-Store-Kette befindet sich am Dam von Amsterdam. Die Kette ist im Besitz der Familie Weston, der auch Selfridges in Großbritannien, Holt Renfrew in Kanada und Brown Thomas in Irland gehören.

## Geschichte

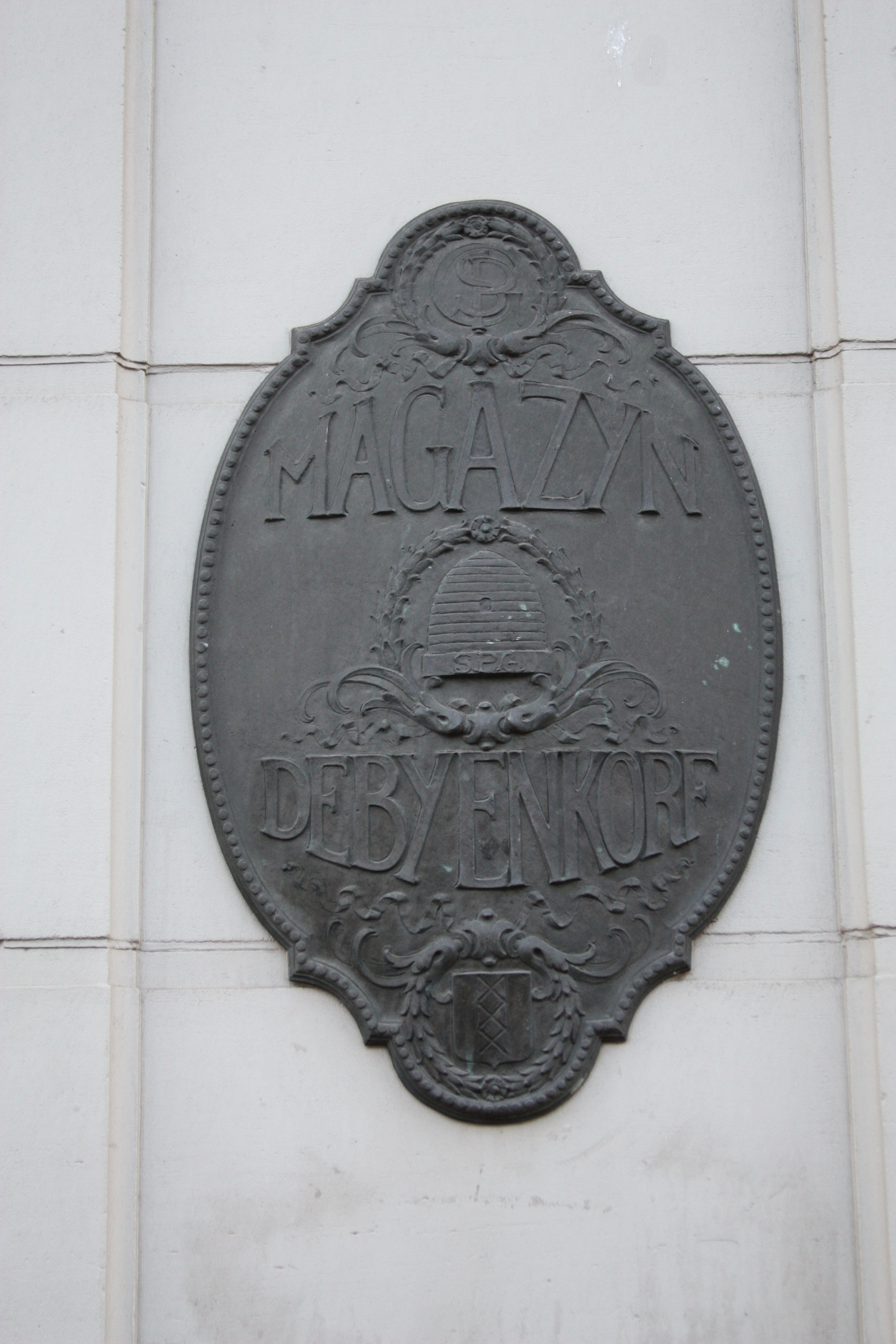

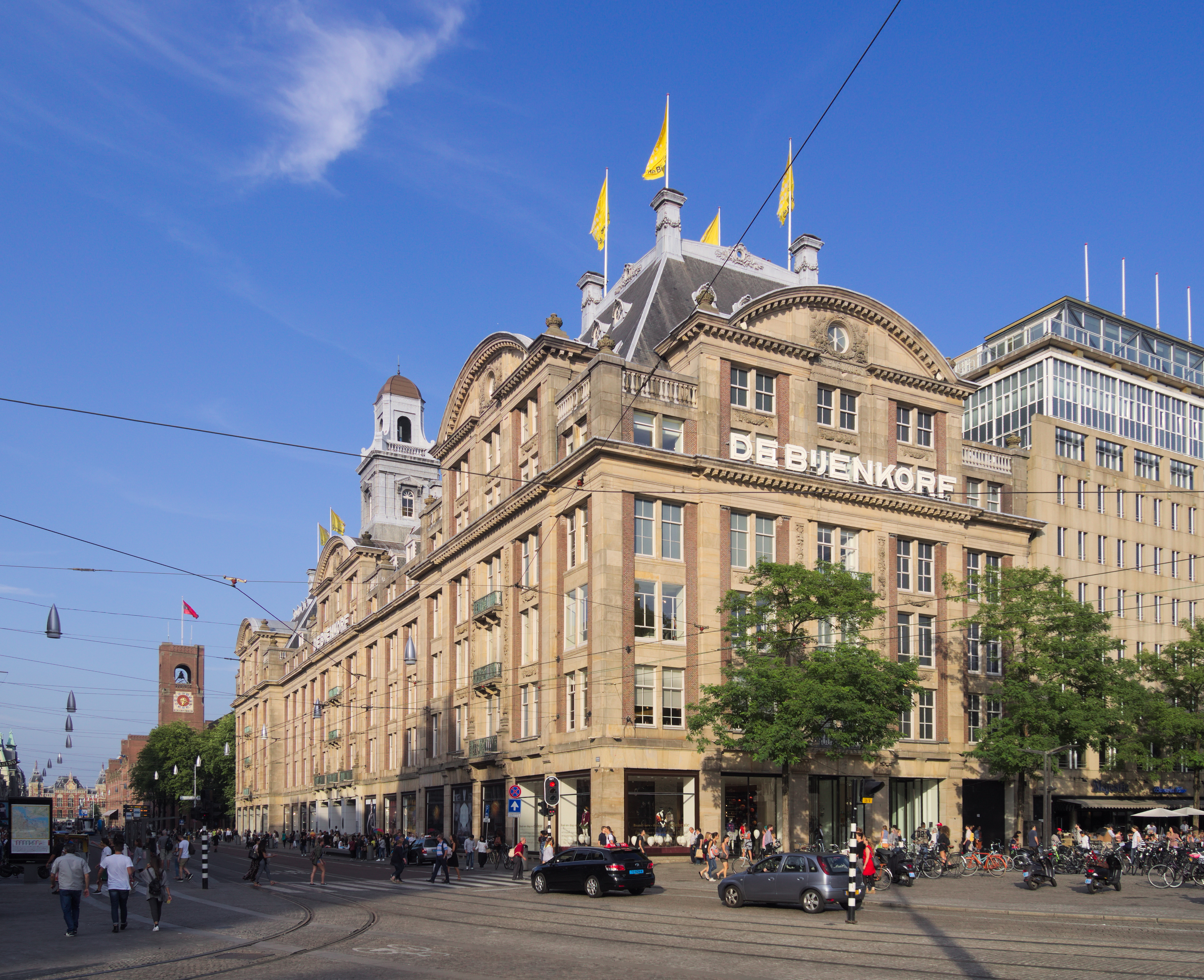
De Bijenkorf am Dam in Amsterdam. Dieses Gebäude diente als Anregung für ein Gebäude im chinesischen Gaoqiao.

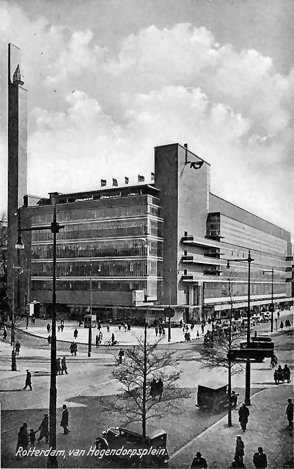
Das Kaufhaus in Rotterdam (1930–1940)

Das Kaufhaus De Bijenkorf wurde 1870 von Simon Philip Goudsmit (1845–1889) gegründet. Es begann als Kurzwarenhändler an der Adresse 132 Nieuwendijk, eine der ältesten Straßen Amsterdams. Mit der Zeit vergrößerte sich das Sortiment. Nach dem Tod von Goudsmit erweiterte dessen Witwe das Geschäft mit Hilfe ihres Cousins Arthur Isaac und ihrem Sohn Alfred und kaufte benachbarte Gebäude auf.
Im Jahr 1909 wurden diese verbundenen Läden durch ein neues Gebäude ersetzt. 1912 wurde an der Stelle des Abrisses ein provisorisches Gebäude errichtet, der Bau eines neuen Ladengebäudes begann daneben.

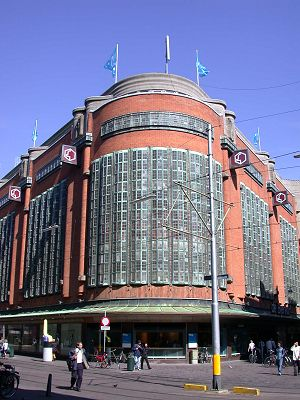
De Bijenkorf in Den Haag

Im Jahr 1926 wurde ein zweites Geschäft in Den Haag gebaut. Es wurde vom Architekten Piet Kramer entworfen und gilt als ein Beispiel für die Amsterdamer Schule der Architektur.
Ein dritter Laden in Rotterdam, entworfen von Willem Marinus Dudok, eröffnete 1930. Rund 700.000 Menschen kamen zur Eröffnungsfeier. Bei der Bombardierung von Rotterdam 1940 wurde er schwer beschädigt. Der intakte gebliebene Teil blieb bis 1957 geöffnet, wurde aber 1960 zum Bau der Metro Rotterdam abgerissen. Das neue Kaufhausgebäude wurde vom ungarisch-amerikanischen Architekten Marcel Breuer entworfen.

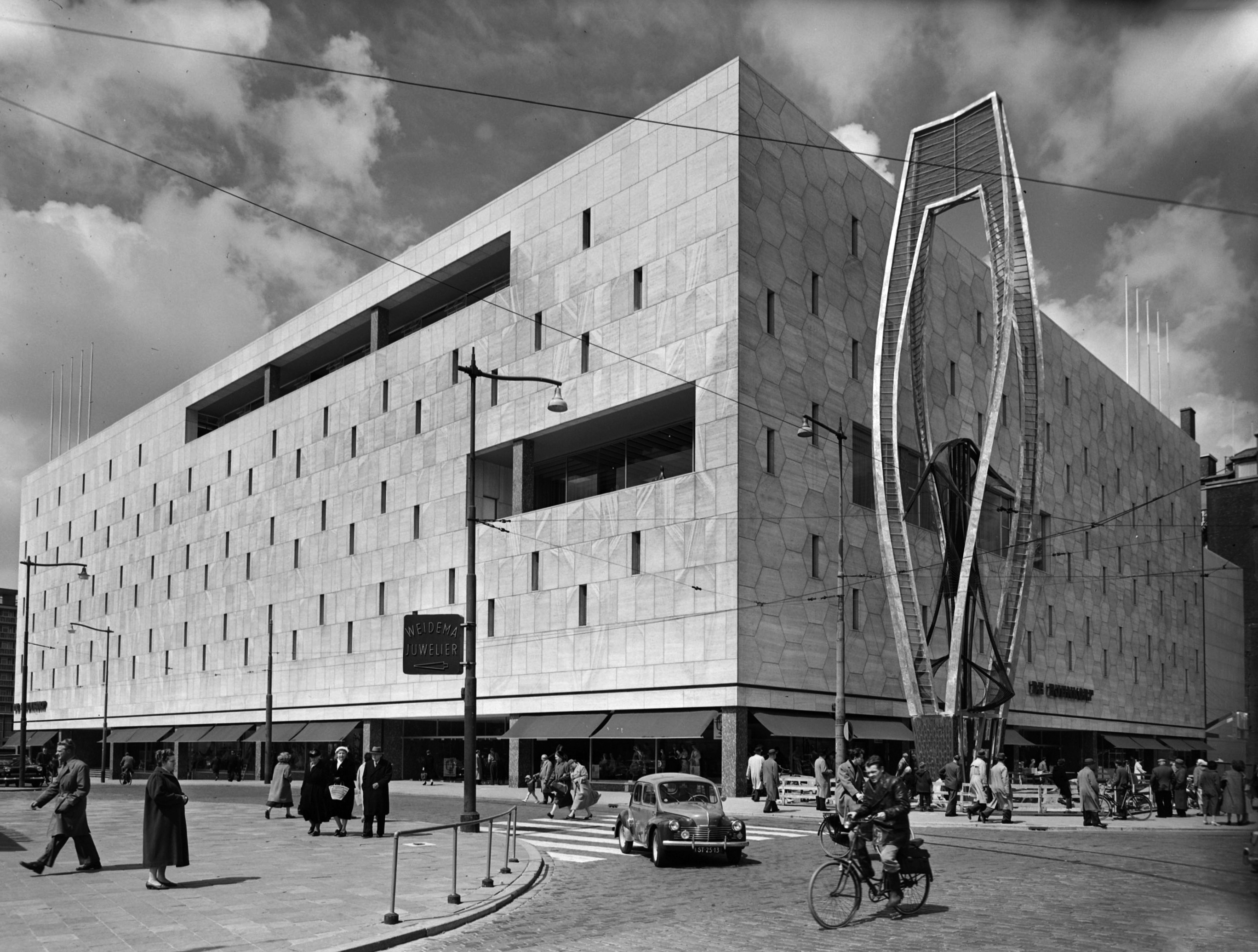
1957 Neubau des Bijenkorf-Warenhauses in Rotterdam, entworfen von Marcel Breuer in Zusammenarbeit mit Abraham Elzas. Rechts eine konstruktivistische Skulptur von Naum Gabo

Während der Besetzung der Niederlande durch das nationalsozialistische Deutschland im Zweiten Weltkrieg kam die Kaufhauskette als jüdischer Betrieb im Zuge der Arisierung und Judenverfolgung in deutschen Besitz. Zuvor war von den Eignern eine Personenvereinigung gegründet worden und die meisten Anteile abgetreten worden, doch die deutsche Besatzungsmacht verweigerte deren Anerkennung. Die deutsche Firma Riensch & Held GmbH übernahm die jüdischen Geschäftsanteile. Riensch & Held gehörte zum Köster-Konzern, über diese Beteiligung kam Wehrwirtschaftsführer Herbert Tengelmann im November 1943 zu einem Sitz im Aufsichtsrat von De Bijenkorf.
Von den 5000 Angestellten im Mai 1940 hatten ungefähr 1000 jüdische Wurzeln, 737 von ihnen wurden von den Nationalsozialisten ermordet. Die Eignerfamilie Isaac versteckte sich und Alfred Goudsmit gelang die Flucht in die Vereinigten Staaten. Nach dem Krieg konnten die niederländischen Eigner ihren Besitz zurückerlangen.
Im späteren 20. Jahrhundert war das Unternehmen im Besitz der Maxeda Gruppe. 2014 hatte De Bijenkorf landesweit sieben Filialen. Die ältesten und größten Niederlassungen in Amsterdam, Den Haag und Rotterdam haben Verkaufsflächen zwischen 15.000 und 21.000 m². Die kleineren Filialen in Amstelveen, Eindhoven, Utrecht und Maastricht haben Verkaufsflächen zwischen 7500 und 10.000 m². Die Niederlassungen in Arnheim, Groningen, Enschede, Breda und Den Bosch schlossen zwischen Ende 2014 und Anfang 2015, da sich die Muttergruppe aufgrund der neuen Premium-Service-Strategie entschied, sich auf weniger Standorte zu konzentrieren und in diesen das Angebot an Premium-Marken auszubauen sowie mit dem Online-Shop zu expandieren. Nach der Lieferung ins benachbarte Belgien über den niederländischen Online-Shop folgte die Lancierung eines belgischen Online-Shops zunächst in flämischer Sprache und seit September 2020 auch in französischer Sprache für den französischsprachigen Teil Belgiens. Im Herbst 2019 erfolgte die Lancierung des deutschen Webshops, über den auch Bestellungen nach Österreich verschickt werden. Das Gebäude in Arnheim wurde von Primark übernommen, was viele Arnheimer als einen Schritt drastischer Verringerung der Attraktivität von Arnheims Einkaufszentrum sahen.